# アレッサーノ
アレッサーノ（イタリア語: Alessano）は、イタリア共和国プッリャ州レッチェ県にある、人口約6,400人の基礎自治体（コムーネ）。

## 地理

### 位置・広がり

#### 隣接コムーネ
隣接するコムーネは以下の通り。
- カストリニャーノ・デル・カーポ
- コルサーノ
- ガリアーノ・デル・カーポ
- モルチャーノ・ディ・レウカ
- プレシッチェ＝アックーアリカ
- サルヴェ
- スペッキア
- ティッジャーノ
- トリカーゼ